# Perdita (economia)
Nel linguaggio economico con perdita si intende la mancata reintegrazione dei costi sostenuti in una qualsiasi attività, oppure la diminuzione di valore subita da un bene.